# Republiek Montefiorino
De Republiek van Montefiorino was een kortstondige partizanenrepubliek in het plaatsje Montefiorino, Modena.
De republiek ontstond op 17 juni 1944 toen partizanen van het Italiaans verzet van het CNL (Comité voor de Bevrijding van Italië) Montefiorino hadden bevrijd van de Duitsers en de Italiaanse fascisten en het plaatsje uitkozen als plaatselijk hoofdkwartier van de partizanen in de provincie Modena. Op 1 augustus 1944 werd de republiek door de geregroepeerde Duitse eenheden opgerold.